# Înger

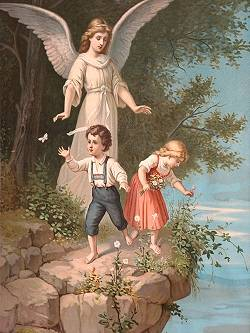
Îngerul păzitor

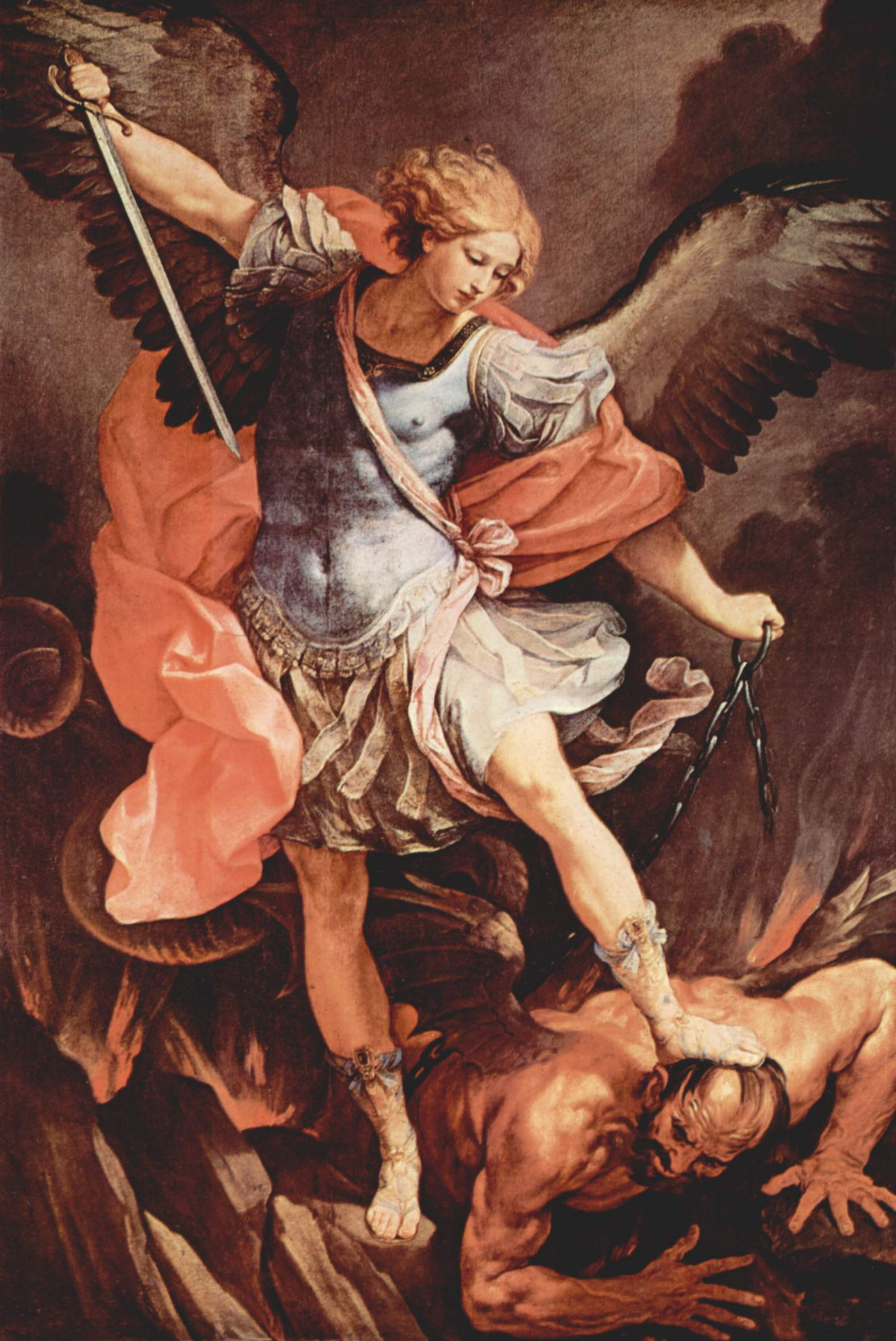
Arhanghelul Mihail poartă o uniformă militară romană în viziunea lui Guido Reni, secolul al XVII-lea

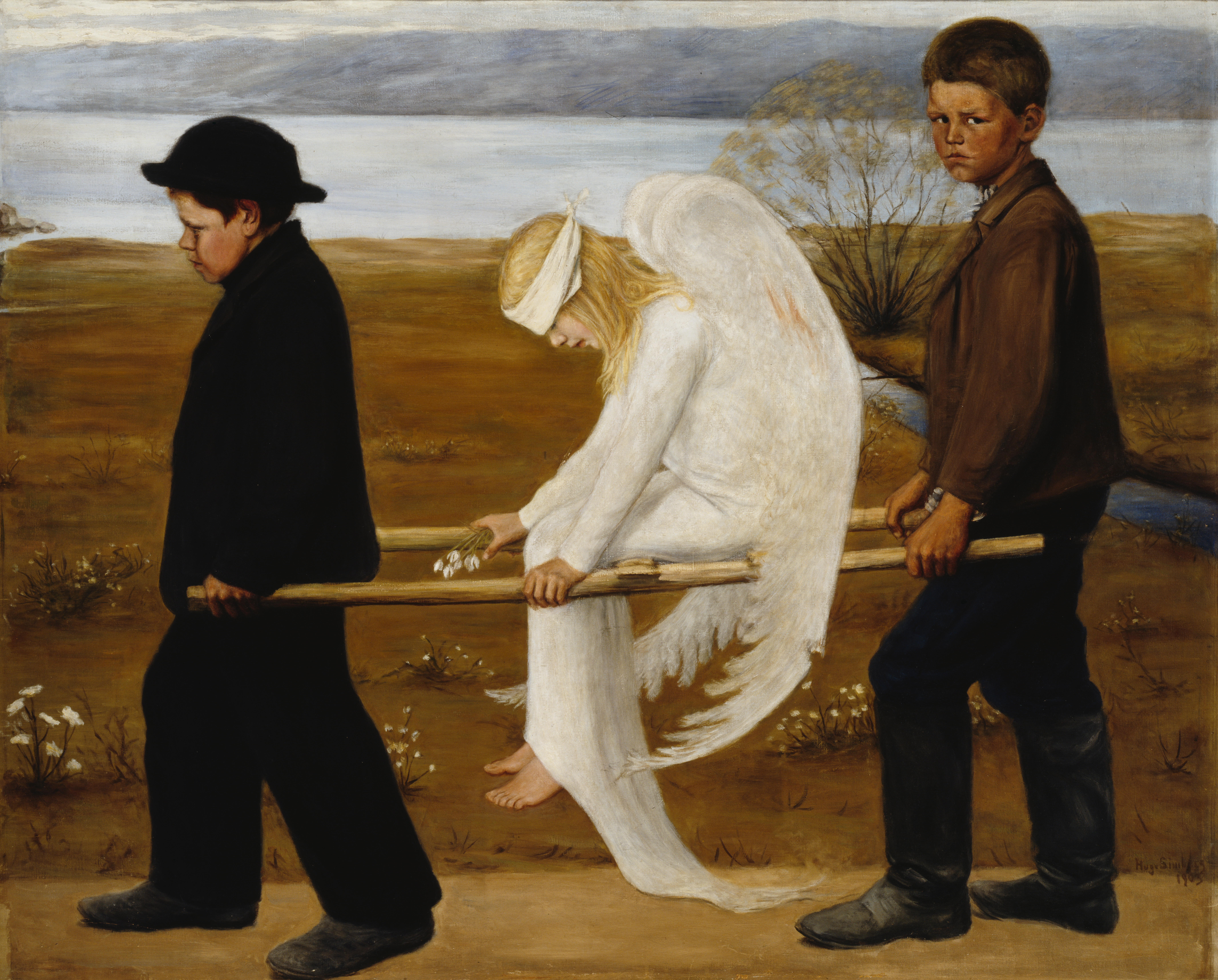
Hugo Simberg, 1903

Îngerii (din latină angelus, preluat din greacă άγγελος, însemnând "trimis") sunt, în mai multe religii, ființe spirituale pozitive sau negative (îngerii căzuți, în creștinism), ele fiind spirite cu sau fără corp venite din ceruri. Învățăturile religioase variază între ele, în special la aspectul în care îngerii ori au voință proprie, ori sunt extensii ale voinței supreme ale lui Dumnezeu. Deși înfățișarea îngerilor diferă, aceștia primesc o înfățișare umană cu aripi.

## Etimologie
Termenul de înger derivă de la latinescul angelus, precum și de la grecescul angellos ('mesager') folosit în Septuaginta pentru a traduce termenul evreu de mal'akh (yehowah) "mesager (al lui Yahweh)".

## Credința iudaică

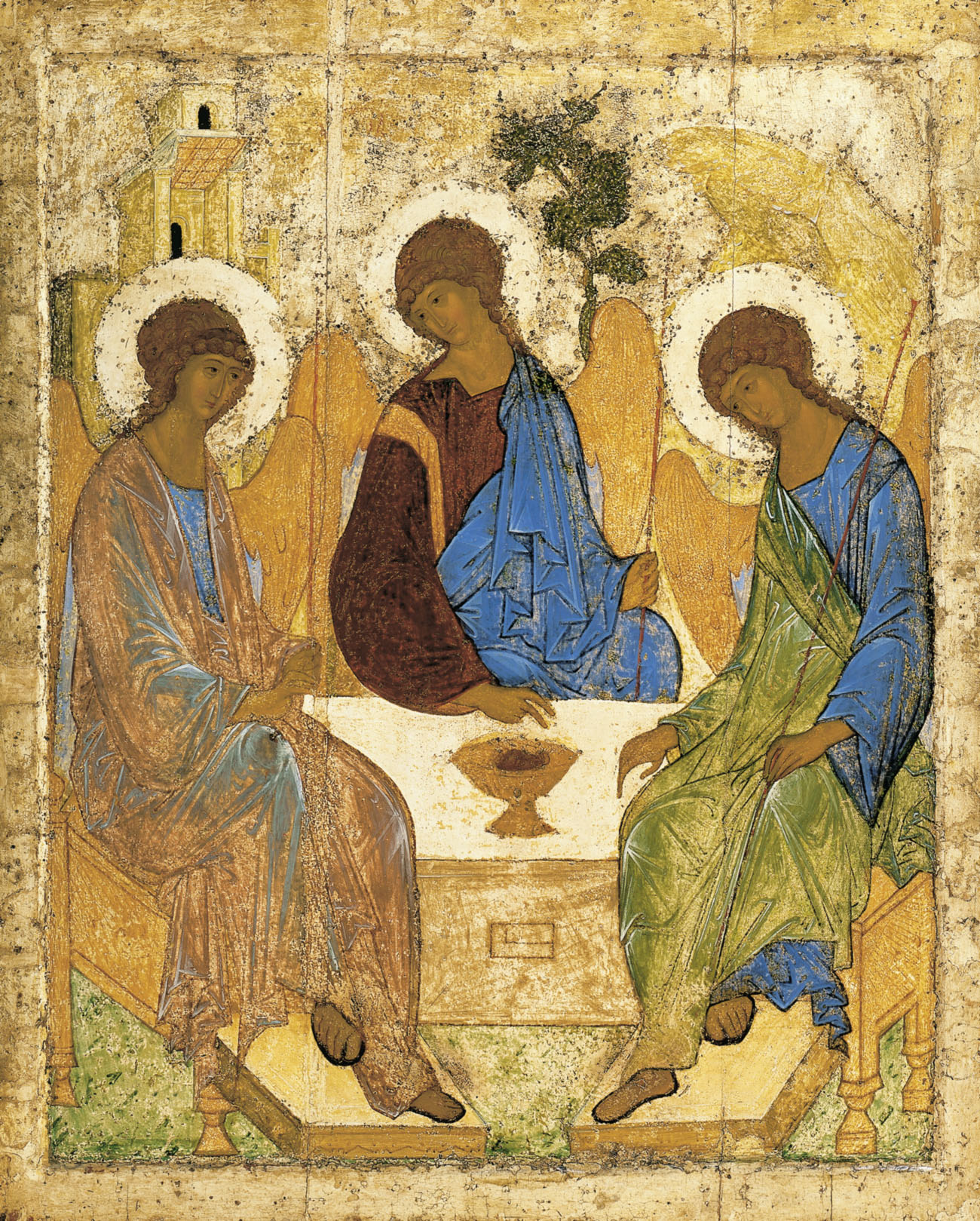
Icoana lui Andrei Rublev ce arată cei trei îngeri găzduiți de Avraam

Biblia descrie prin termenii מלאך אלהים (melakh Elohim; mesagerul lui Dumnezeu ), מלאך יהוה (melakh Adonai; mesagerul Domnului), בני אלוהים (b'nai Elohim; fiii lui Dumnezeu) și הקודשים (ha-qodeshim; cei sfinți ) ființele interpretate drept îngeri. Alți termeni sunt utilizați în texte ulterioare, precum העוליונים (cei superiori). Daniel este prima figură din Biblie care va individualiza îngerii prin nume.
Până în perioada care conform cronologiei biblice ar corespunde iudaismului după Ieșire, Dumnezeu (Iahve) era perceput de către evrei a fi un dumnezeu suprem, aflat însă în fruntea unei ierarhii de alți dumnezei mai mici (monolatrie), mulți dintre ei fiind adorați de populațiile vecine israeliților; reformele iahviste din secolul al VII-lea î.e.n. (sub Iosia) au suprimat pe cât posibil tendințele henoteiste, cel puțin din religia oficială (căci arheologii constată că religia populară a păstrat tradițiile cu iz politeist - vezi Biblia Dezgropată, Israel Finkelstein și Neil Asher Silberman), curățind textele biblice de referințe la acești dumnezei mai mici, care au început să fie considerați a fi îngeri. Scrierile biblice au fost însă doar în bună parte, nu și complet modificate, pentru a reflecta noua percepție monoteistă, așa cum o ilustrează de exemplu versetul 43 din Deuteronom capitol 32, în care pasajul cu referire la dumnezei care se închină lui Iahve a fost modificat pentru a face referire doar la îngeri care i se închină zeului suprem.
În Iudaismul post-Biblic, unii îngeri au dobândit o anumită semnificație, îndeplinind un rol unic, precum și o personalitate proprie. Deși se credea că arhanghelii au rangul superior celorlalți îngeri, nu există o ierarhie sistematizată. Metatron este considerat a fi îngerul cu cel mai înalt statut în misticismul Kabbalistic și în Merkabah, fiind descris ca un scrib. Este des menționat în Talmud, fiind reliefat în textele mistice din Merkabah. Mihail, care este un luptător și intermediarul Israelului, este cel care este cel mai întâlnit (Daniel 10:13). Gabriel este menționat în Cartea lui Daniel (Daniel 8:15-17) și în Talmud, precum și în multe texte mistice din Merkabah.
Filosoful evreu din perioada medievală Maimonides își prezintă percepția asupra îngerilor în cartea sa "Călăuza rătăciților"  (sau "șovăielnicilor", în alte traduceri) II:4 și II:6:
„...Acest lucru, în schimb, îl face pe  Aristotel să demonstreze faptul că Dumnezeu, slavă și mărire Lui, nu face nimic prin contact direct. Dumnezeu arde lucruri prin foc; focul este mișcat de către mișcarea sferei; sfera este mișcată de un intelect acorporal, aceste intelecte fiind 'îngerii care sunt alături de El', care prin meditația lor mișcă sferele [planetele]... prin aceasta există minți acorporale care sunt emanate din Dumnezeu și sunt intermediari între El și toate corpurile din lumea aceasta.”—Ghidul celor Dezorientați II:4, Maimonides

## Creștinismul

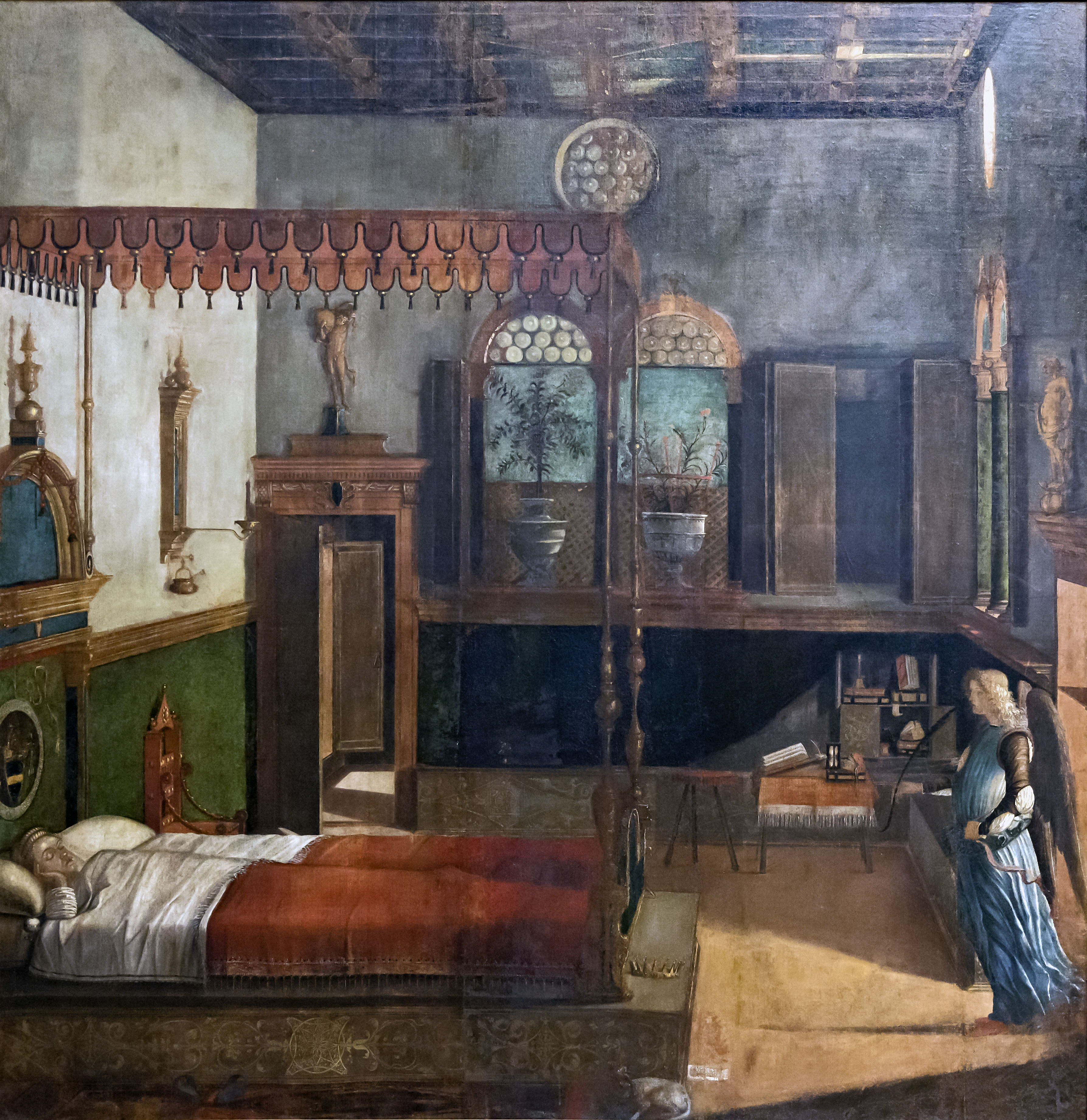
Un înger în 'Visul Sfintei Ursula (1495) de Vittore Carpaccio

Primii creștini au preluat ideile evreiești referitoare la îngeri. În prima fază, conceptul creștin al unui înger a preschimbat îngerul într-un mesager divin și manifestarea lui Dumnezeu Însuși. Ulterior, mesagerii divini au fost individualizați: Lucifer, Rafael, Gabriel, Michael și Uriel. Apoi, în cursul a mai mult de două secole (din secolul al III-lea până în secolul al V-lea), imaginea îngerilor a preluat caracteristici definitorii în teologie și în artă.

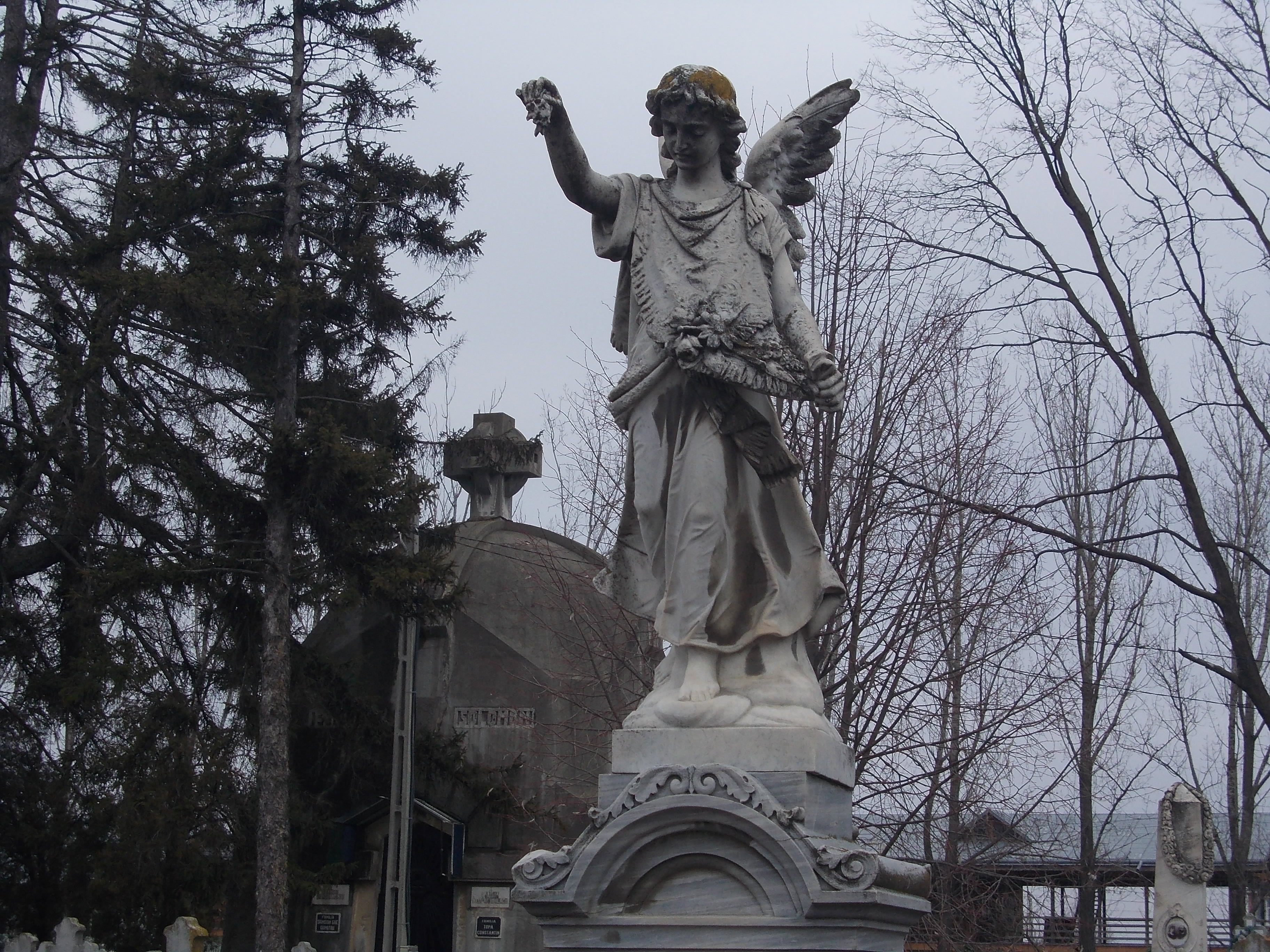
Monument funerar reprezentând un înger

În perioada antichității târzii și prima jumătate a epocii medievale, creștinii credeau că una din treburile pe care îngerii cei mai ordinari trebuie să le îndeplinească este să miște aștrii (adică cele 7 planete cunoscute în epocă) pe orbitele lor în jurul Pământului (geocentrism). Cosmologia lor moștenită din Biblie (un Pământ plat, un firmament sub formă de boltă rigidă peste care sunt apele cerești (Facere)), era influențată prin scrierile Sfinților Părinți și de cosmologia greacă (sfere cerești, orbite circulare perfecte). În "Lunaticii" ("Evoluția Concepției despre Univers de la Pitagora la Newton", p.e. 1959), Arthur Koestler relatează și el cum călugărul bizantin Cosmas Indicopleustes considera că aștrii sunt purtați pe orbitele lor sub bolta cerească de îngeri, și chiar și mai târziu, până prin secolul al XVI-lea, a mai persistat credința că îngerii sunt cei care mișcă planetele și aștrii în general pe orbitele lor Odată cu impunerea concepției heliocentrice a lui Copernic, în care Pământul nu mai era centrul cosmosului ci doar o planetă a unui sistemul solar banal, dintr-o galaxie din specia care universul aparent infinit conține numeroase, conceptul de îngeri și demoni au devenit și ele nepotrivite și au fost, prin urmare, adaptate. Cosmosul tripartit (Iad, Pământ și Ceruri) devenise un anacronism. Într-o astfel de lume a legilor naturale, nu numai îngerii par în opinia unora să-și fii pierdut rostul, Dumnezeu însuși ca primă cauză și făcător de minuni, fiind înlocuit de legi naturale, capabile să explice mult mai eficient mecanismele universului decât o putea face ideea unui zeu.